# Jaeden Martell
Jaeden Wesley Martell (nascido Lieberher; Filadélfia, 4 de janeiro de 2003) é um ator estadunidense. Ficou conhecido por interpretar Oliver Bronstein no filme St. Vincent, Midnight Special como Alton Meyer, Anthony em The Confirmation , Jacob Barber na minissérie Defending Jacob e Bill Denbrough em It.

## Vida e carreira
Martell nasceu em 4 de janeiro de 2003 em Filadélfia, Pensilvânia, filho de Wes Lieberher, chef executivo de Los Angeles e Angela Teresa Martell. Sua avó materna, Chisun Martell, é coreana. Ele cresceu no sul da Filadélfia e em 2011, quando tinha oito anos, mudou-se para Los Angeles. Nos primeiros seis anos de sua carreira, ele foi creditado quase exclusivamente sob o nome de sua família, Lieberher. Em 2019, ele mudou para o nome de solteira de sua mãe, Martell.[carece de fontes?]

## Filmografia

### Filmes
| Ano  | Título                         | Personagem           |
| ---- | ------------------------------ | -------------------- |
| 2014 | St. Vincent                    | Oliver Bronstein     |
| 2014 | Playing It Cool                | 6 Year Old Me        |
| 2015 | Aloha                          | Mitchell             |
| 2016 | Midnight Special               | Alton                |
| 2016 | The Confirmation               | Anthony              |
| 2017 | The Book of Henry              | Henry Carpenter      |
| 2017 | It                             | Bill Denbrough       |
| 2019 | The Lodge                      | Aidan                |
| 2019 | Low Tide                       | Peter                |
| 2019 | The True Adventures of Wolfboy | Paul                 |
| 2019 | It - Chapter Two               | Bill Denbrough Jovem |
| 2019 | Knives out                     | Jacob Thrombey       |
| 2022 | Metal Lords                    | Kevin Schlieb        |
| 2022 | Mr. Harrigan's Phone           | Craig                |
| 2024 | Y2K                            | [ 6 ]                |
| 2024 | Arcadian                       | Joseph               |

### Televisão
| Ano         | Título          | Personagem                | Notas                      |
| ----------- | --------------- | ------------------------- | -------------------------- |
| 2015        | American dad    | Voz adicional             | Episódio: "My affair Lady" |
| 2015 - 2016 | Masters of Sex  | Johnny Masters            | 11 episódios               |
| 2020        | Defending Jacob | Jacob Barber              | Elenco Principal           |
| 2023        | Barry           | John Berkman (mais velho) | Episódio: "wow"            |

## Prêmios e indicações
| Ano  | Prêmio                                                  | Categoria                                      | Motivo      | Resultado |
| ---- | ------------------------------------------------------- | ---------------------------------------------- | ----------- | --------- |
| 2014 | Prêmios da Sociedade de Críticos de Cinema de Las Vegas | Juventude em Cinema                            | St. Vincent | Venceu    |
| 2014 | Phoenix Film Critics Society Awards                     | Melhor desempenho de um jovem em uma liderança | St. Vincent | Venceu    |
| 2014 | Washington D.C. Area Film Critics Association           | Melhor Performance Juvenil                     | St. Vincent | Indicado  |
| 2015 | Broadcast Film Critics Association Awards               | Melhor ator juvenil                            | St. Vincent | Indicado  |
| 2015 | Online Film & Television Association                    | Melhor Performance juvenil                     | St. Vincent | Indicado  |

[carece de fontes?]